# فردریش کناپ
فردریش کناپ (آلمانی: Friedrich Ludwig Knapp؛ ۲۲ فوریه ۱۸۱۴ – ۸ ژوئن ۱۹۰۴) یک شیمی‌دان اهل آلمان بود.